# Spowolnienie psychoruchowe
Spowolnienie psychoruchowe – obniżenie napędu psychoruchowego, obejmuje spowolnienie myślenia oraz zmniejszenie ruchliwości chorego. Spowolnienie psychoruchowe może powodować widoczne spowolnienie fizycznych i emocjonalnych reakcji, w tym mowy i uczuć. Najczęściej występuje u osób z dużą depresją, jak również w  przebiegu choroby afektywnej dwubiegunowej, a także wiąże się z niekorzystnymi skutkami niektórych leków, takich jak benzodiazepiny. Szczególnie w placówkach lecznictwa zamkniętego, spowolnienie psychoruchowe może wymagać zwiększenia opieki pielęgniarskiej w celu zapewnienia odpowiedniego nawodnienia i karmienia chorego. Spowolnienie psychoruchowe może znacznie utrudniać uzyskanie od chorego świadomej zgody na leczenie.

Przeczytaj ostrzeżenie dotyczące informacji medycznych i pokrewnych zamieszczonych w Wikipedii.